# Ариаратиды
Ариаратиды (др.-греч. Αριαράτιδες; 331 г. до н. э. — 96 г. до н. э.) — династия сатрапов и царей Каппадокии.

## История
Основателем династии является Ариарат I (322 г. до н. э.), который изначально был сатрапом Каппадокии и противостоял войску Александра Македонского, а после падения Державы Ахеменидов провозгласил независимость Каппадокии. Убитому Ариарату I унаследовал старший сын его брата Ороферна Ариарат II, бежавший в Армению, где он жил в изгнании до 301 г. до н. э. По возвращении в Каппадокию он сумел вернуть центральную и южную её часть, но вынужден был признать власть Селевкидов. Ариарат II передал власть своему старшему сыну Ариарамну. Вероятно, в его правление Каппадокия освободилась и стала независимой от Селевкидов. Ариарат VIII впервые обрёл власть, воспользовавшись восстанием каппадокийцев против Ариарата IX, сына Митридата Евпатора. Однако был выдворен из страны силами Митридата и умер от естественных причин. Со смертью Ариарата VII и Ариарата VIII династия Ариаратидов пресеклась.

## Список правителей
- Ариарат I (331 г. до н. э. — 322 г. до н. э.);
- Ариарат II (301 г. до н. э. — 280 г. до н. э.);
- Ариарамн (280 г. до н. э. — 230 г. до н. э.);
- Ариарат III (255 г. до н. э. — 220 г. до н. э.);
- Ариарат IV (220 г. до н. э. — 163 г. до н. э.);
- Ариарат V (163 г. до н. э. — 130 г. до н. э.);
- Ариарат VI (130 г. до н. э. — 116 г. до н. э.);
- Ариарат VII (116 г. до н. э. — 101 г. до н. э.);
- Ариарат VIII (101 г. до н. э. — 96 г. до н. э.).